# Euspondylus caideni
Espèce
Euspondylus caideni est une espèce de sauriens de la famille des Gymnophthalmidae.

## Répartition
Cette espèce est endémique de la région de Cuzco au Pérou.

## Étymologie
Cette espèce est nommée en l'honneur de Caiden Christopher Vlasimsky.

## Publication originale
- Köhler, 2003 : Two new species of Euspondylus (Squamata: Gymnophthalmidae) from Peru. Salamandra, vol. 39, no 1, p. 5-20.